# Turcovce
Turcovce – wieś (obec) na Słowacji położona w kraju preszowskim, w powiecie Humenné. Pierwsze wzmianki o miejscowości pochodzą z roku 1557.
Według danych z dnia 31 grudnia 2012, wieś zamieszkiwało 312 osób, w tym 160 kobiet i 152 mężczyzn.
W 2001 roku pod względem narodowości i przynależności etnicznej wieś zamieszkiwali wyłącznie Słowacy.
Ze względu na wyznawaną religię struktura mieszkańców kształtowała się w 2001 roku następująco:
- Katolicy rzymscy – 97,99%
- Grekokatolicy – 1,44%
- Ateiści – 0,29%
- Nie podano – 0,29%